# Петровская 1-я
 Петровская 1-я  — деревня в Афанасьевском районе Кировской области в составе Ичетовкинского сельского поселения.

## География
Расположена на расстоянии примерно 17 километрах на восток-юго-восток от райцентра поселка Афанасьево.

## История
Известна с 1926 года как починок Петровский, хозяйств 3 и жителей 28 (23 «пермяки»), в 1950 (деревня Петровская) 30 и 112, в 1989 10 жителей. Современное название с 2010 года.

## Население
| 2010 |
| ---- |
| 2    |

Постоянное население составляло 2 человека (русские 100 %) в 2002 году, 2 в 2010.